# Dlamba Laok
Dlamba Laok is een bestuurslaag in het regentschap Bangkalan van de provincie Oost-Java, Indonesië. Dlamba Laok telt 1331 inwoners (volkstelling 2010).